# Llista de topònims de Bellvei
Llista de topònims (noms propis de lloc) del municipi de Bellvei, al Baix Penedès
Informació actualitzada per un bot. Els canvis manuals es perdran quan s'actualitzi!

## casa
| imatge | Nom                                                   | Ubicat a | instància de | Detalls                                    | coordenades                                                                                           | Protecció                                  | Commons (més fotos)                                   | Dades a WD                    |
| ------ | ----------------------------------------------------- | -------- | ------------ | ------------------------------------------ | --- | ------------------------------------------ | ----------------------------------------------------- | ----------------------------- |
|        | Cal Roig                                              | Bellvei  | casa         | Estil: arquitectura popular                | 41° 14′ 27″ N, 1° 34′ 36″ E / 41.2408°N,1.57664°E ca:Plaça Nova, 1                                    | bé integrant del patrimoni cultural català | Cal Roig (Bellvei)                                    | Modifica les dades a Wikidata |
|        | Casa Capitular                                        | Bellvei  | casa         | Estil: arquitectura popular                | 41° 14′ 29″ N, 1° 34′ 36″ E / 41.2413°N,1.57656°E                                                     | bé integrant del patrimoni cultural català |                                                       | Modifica les dades a Wikidata |
|        | casa a l'avinguda de l'Assumpció de Nostra Senyora, 7 | Bellvei  | casa         | Estil: arquitectura eclèctica 20th century | 41° 14′ 22″ N, 1° 34′ 35″ E / 41.23944°N,1.57649°E ca:Av. de l'Assumpció de Nostra Senyora, 7 96 msnm | bé integrant del patrimoni cultural català | Casa a l'avinguda de l'Assumpció de Nostra Senyora, 7 | Modifica les dades a Wikidata |
|        | casa al carrer Jaume Palau, 2                         | Bellvei  | casa         | Estil: arquitectura popular 19th century   | 41° 14′ 27″ N, 1° 34′ 35″ E / 41.24076°N,1.57645°E ca:Jaume Palau, 2 - pl. Nova, 4 102 msnm           | bé integrant del patrimoni cultural català | Casa al carrer Jaume Palau, 2                         | Modifica les dades a Wikidata |
|        | casa dels masovers de Cal Roig                        | Bellvei  | casa         | Estil: arquitectura popular 20th century   | 41° 14′ 27″ N, 1° 34′ 35″ E / 41.24097°N,1.57629°E ca:Pl. Nova 102 msnm                               | bé integrant del patrimoni cultural català | Casa dels masovers de Cal Roig                        | Modifica les dades a Wikidata |

## masia
| imatge | Nom                | Ubicat a | instància de | Detalls                           | coordenades | Protecció                                            | Commons (més fotos) | Dades a WD                    |
| ------ | ------------------ | -------- | ------------ | --------------------------------- | --- | ---------------------------------------------------- | ------------------- | ----------------------------- |
|        | Mas de la Muga     | Bellvei  | masia        | Estil: historicisme arquitectònic | 41° 13′ 45″ N, 1° 33′ 53″ E / 41.229166666666664°N,1.564722222222222°E ca:Camí de la Muga, des de la carretera de Calafell 150 msnm | bé d'interès cultural bé cultural d'interès nacional | Mas de la Muga      | Modifica les dades a Wikidata |
|        | Masia Furor        | Bellvei  | masia        |                                   | 41° 13′ 57″ N, 1° 33′ 01″ E / 41.2324°N,1.55014°E 67 msnm                                                                           |                                                      |                     | Modifica les dades a Wikidata |
|        | Masia de Sant Romà | Bellvei  | masia        |                                   | 41° 14′ 01″ N, 1° 33′ 47″ E / 41.233604°N,1.562942°E 75 msnm                                                                        |                                                      |                     | Modifica les dades a Wikidata |

## nucli de població
| imatge | Nom             | Ubicat a | instància de                                           | Detalls | coordenades                                                                | Protecció | Commons (més fotos) | Dades a WD                    |
| ------ | --------------- | -------- | ------------------------------------------------------ | ------- | -------------------------------------------------------------------------- | --------- | ------------------- | ----------------------------- |
|        | Baronia del Mar | Bellvei  | nucli de població nucli d'entitat singular de població | 944 hab | 41° 13′ 13″ N, 1° 33′ 54″ E / 41.220241922224°N,1.5649123754418°E 108 msnm |           |                     | Modifica les dades a Wikidata |
|        | Mas Canyís      | Bellvei  | nucli de població                                      |         | 41° 13′ 16″ N, 1° 33′ 58″ E / 41.221157279848°N,1.5660853353877°E 130 msnm |           |                     | Modifica les dades a Wikidata |

## Misc
| imatge | Nom                           | Ubicat a | instància de                                   | Detalls                           | coordenades | Protecció                                            | Commons (més fotos)     | Dades a WD                    |
| ------ | ----------------------------- | -------- | ---------------------------------------------- | --------------------------------- | --- | ---------------------------------------------------- | ----------------------- | ----------------------------- |
|        | Bellvei                       | Bellvei  | entitat singular de població capital municipal | 2409 hab                          | 41° 14′ 24″ N, 1° 34′ 36″ E / 41.23987746°N,1.57668117°E 97 msnm                                                         |                                                      |                         | Modifica les dades a Wikidata |
|        | Casa Rectoral (Bellvei)       | Bellvei  | rectoria                                       | Estil: arquitectura popular       | 41° 14′ 28″ N, 1° 34′ 36″ E / 41.2412°N,1.57673°E                                                                        | bé integrant del patrimoni cultural català           | Casa Rectoral (Bellvei) | Modifica les dades a Wikidata |
|        | Pedrera La Muga               | Bellvei  | pedrera                                        |                                   | 41° 13′ 29″ N, 1° 34′ 22″ E / 41.2247615094762°N,1.57291555467522°E                                                      |                                                      |                         | Modifica les dades a Wikidata |
|        | Polígon industrial Els Masets | Bellvei  | polígon industrial                             |                                   | 41° 14′ 09″ N, 1° 33′ 51″ E / 41.235749997876°N,1.56416865677255°E                                                       |                                                      |                         | Modifica les dades a Wikidata |
|        | Pont de la Cobertera          | Bellvei  | pont                                           |                                   | 41° 13′ 06″ N, 1° 34′ 27″ E / 41.2182449345961°N,1.57403544205886°E                                                      |                                                      |                         | Modifica les dades a Wikidata |
|        | Santa Maria de Bellvei        | Bellvei  | església                                       | Estil: arquitectura popular       | 41° 14′ 29″ N, 1° 34′ 37″ E / 41.2413°N,1.57687°E                                                                        | bé cultural d'interès local                          | Santa Maria de Bellvei  | Modifica les dades a Wikidata |
|        | casa consistorial de Bellvei  | Bellvei  | casa consistorial                              |                                   | 41° 14′ 25″ N, 1° 34′ 37″ E / 41.24019457423137°N,1.576899163023739°E                                                    |                                                      |                         | Modifica les dades a Wikidata |
|        | cementiri de Bellvei          | Bellvei  | cementiri                                      |                                   | 41° 15′ 01″ N, 1° 34′ 31″ E / 41.2502461894473°N,1.57529707223019°E                                                      |                                                      |                         | Modifica les dades a Wikidata |
|        | creu de terme de Bellvei      | Bellvei  | creu de terme                                  | Estil: historicisme arquitectònic | 41° 14′ 16″ N, 1° 34′ 22″ E / 41.237715°N,1.572713°E ca:A l'inici del trencall que mena cap a Bellvei, Ctra. 340 87 msnm | bé integrant del patrimoni cultural català           | Creu de terme (Bellvei) | Modifica les dades a Wikidata |
|        | torre de Bellvei              | Bellvei  | torre de defensa                               | Estil: arquitectura popular       | 41° 14′ 28″ N, 1° 34′ 36″ E / 41.241°N,1.57656°E ca:Plaça Nova, 1 102 msnm                                               | bé d'interès cultural bé cultural d'interès nacional | Torre de Bellvei        | Modifica les dades a Wikidata |